# Wilhelm Schirmer
August Wilhelm Friedrich Schirmer, född 1802 i Berlin, död 1866 i Nyon vid Genèvesjön, var en tysk målare. 
Schirmer var först porslinsmålare, blev elev av K.F. Schinkel samt 1839 lärare och 1843 professor vid Berlins akademi. Han besökte tre gånger Italien, där han tog intryck av Kock, Reinhart och Turner. 
Schirmer är mest bekant genom sina egyptiska och grekiska historiska landskap, väggmålningar i Berlins nya museum, framstående prov på hans idealiserande konstriktning.